# Avenue de l'Observatoire (Toulouse)
Pour les articles homonymes, voir Avenue de l'Observatoire.
L'avenue de l'Observatoire (en occitan : avenguda de l'Observatòri) est une voie de Toulouse, chef-lieu de la région Occitanie, dans le Midi de la France.

## Situation et accès

### Description
L'avenue de l'Observatoire est une voie publique. Elle se trouve dans le quartier de quartiers Marengo-Jolimont, dans le secteur 4 - Est.

### Voies rencontrées
L'avenue de l'Observatoire rencontre les voies suivantes, dans l'ordre des numéros croissants (« g » indique que la rue se situe à gauche, « d » à droite) :
1. Avenue Camille-Flammarion
2. Rue Léon-Jouhaux - accès piéton (g)
3. Rue Johannes-Kepler

### Transports
L'avenue de l'Observatoire se trouve à proximité de la station de métro Jolimont, sur la ligne de métro , où se trouve également le terminus de la ligne de bus 37.
Il existe plusieurs stations de vélos en libre-service VélôToulouse à proximité immédiate de l'avenue de l'Observatoire : les stations no 5 (face 5 rue René-Leduc) et no 251 (26 avenue Léon-Blum). Cette dernière, située sur la pente de la butte du Calvinet, est depuis 2017 considérée comme une station Bonus, qui permet de cumuler du temps supplémentaire pour les abonnés qui y ramènent leur vélo.

## Odonymie
L'avenue, aménagée en 1847 au moment de l'achèvement des travaux de l'observatoire de Toulouse (actuel no 1 avenue Camille-Flammarion), en a toujours porté le nom. C'était aussi, jusqu'en 1936, celui de l'avenue Camille-Flammarion qui la prolonge au sud.
D'ailleurs, plusieurs voies du quartier de Marengo-Jolimont portent des noms de personnes liées à l'observatoire astronomique toulousain, comme la rue Benjamin-Baillaud et le jardin Félix-Tisserand, ou à de célèbres astronomes, comme l'avenue Camille-Flammarion, la rue Johannes-Kepler et la rue Urbain-Le Verrier.

## Patrimoine et lieux d'intérêt

### Parcs et jardins
- parc de l'Observatoire de Jolimont.
- jardin partagé des Quatre Vents.